# Aziz (distrito)
Aziz é um distrito localizado na província de Médéa, Argélia, e cuja capital é a cidade de mesmo nome. A população total do distrito era de 21 663 habitantes, em 2008.[carece de fontes?]

## Comunas
O distrito está dividido em três comunas:
- Aziz
- Oum El Djalil
- Derrag